# زائدة خطافية جناحية
الزائدة الخطافية الجناحية أو الزائدة الكلابية الجناحية أو الشص الجناحي (بالإنجليزية: Pterygoid hamulus)‏ تتقوس الصفيحة الجناحية الوسطية للعظم الوتدي جانبيا عند طرفها السفلي لتشكل زائدة شبيهة بالخطاف والتي تسمى بالزائدة الجناحية الكلابية. ويتدلى من حولها وتر العضلة الشادة لغشاء الحنك (العضلة الشادة الغشائية الحنكية). وهي تعتبر الأصل العلوي للالتحام الجناحي الفكي (بالإنجليزية: pterygomandibular raphe)‏

## صور إضافية

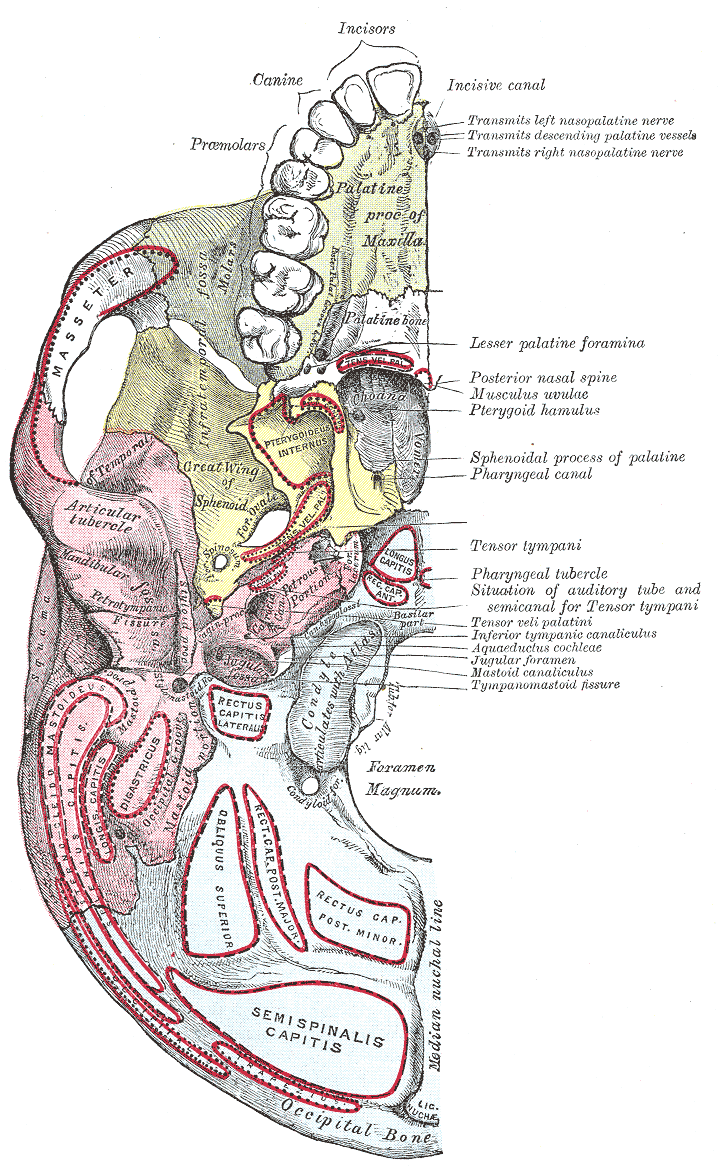
قاعدة الجمجمة.السطح السفلي.
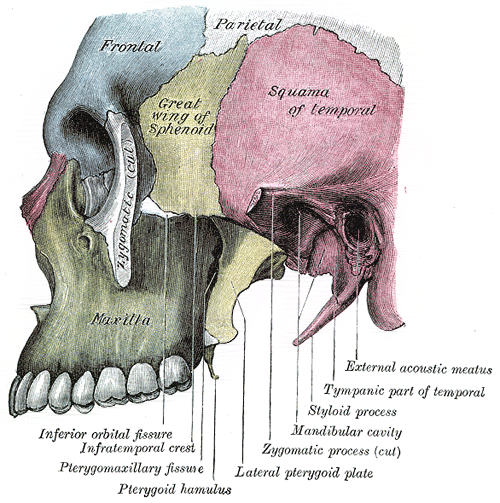
الانخفاض تحت الصدغي الأيسر.

## روابط خارجية
- Diagram at VCU.edu